# مقاطعة هنري (ميزوري)
مقاطعة هنري (بالإنجليزية: Henry County)‏ هي إحدى المقاطعات في ولاية ميزوري في الولايات المتحدة الأمريكية.